# Lista de prefeitos de Gália (São Paulo)
Esta página compreende a Lista de Prefeitos e Vice-Prefeitos de Gália, município do interior do estado de São Paulo.
Criado em 27 de dezembro de 1927 e com instalação efetiva do município em 14 de abril de 1928, o município de Gália compreendia a área do distrito sede homônimo e do distrito de Fernão Dias, atual município de Fernão.
A partir de sua instalação, no dia 14 de abril de 1928, com a instalação da Câmara Municipal, os vereadores passam a escolher entre os próprios edis um prefeito, através do sistema de votação indireta. O sistema de eleição indireta pela Câmara vigorou até 1930, ano que marca o fim da República Velha, sendo o segundo prefeito, Cel. Galdino Manoel Ribeiro, deposto em 31 de outubro de 1930.
A partir daí, os prefeitos passaram a ser nomeados pelo interventor, e posteriormente pelo governador do Estado de São Paulo (com exceção da escolha de Aracy César Soares, em 1936, que foi realizada novamente pela Câmara).
O voto direto foi instituído em fins de 1947, e vigorando em todas as eleições subsequentes, até os dias de hoje. O primeiro prefeito de Gália eleito diretamente pelo povo foi Custódio de Araújo Ribeiro, em 1947.

## Casos históricos e especiais

### Prefeitos que renunciaram ao mandato:
- Og Pupo (24 de outubro de 1933).

### Prefeitos que faleceram durante o exercício do mandato:
- Custódio de Araújo Ribeiro (25 de maio de 1959).

### Prefeito com o maior mandato:
- Shiger Yamasaki (1 de fevereiro de 1977 à 31 de janeiro de 1983 - 5 anos, 11 meses e 30 dias).

### Prefeitos com mais mandatos:
- Aracy César Soares (1932-1932, 1933-1936, 1936-1938);
- Ermano Piovesan (1993-1996, 2001-2004, 2005-2008);
- Renato Inácio Gonçalves (2009-2012, 2017-2020, 2021-2024).

### Prefeito mais jovem e mais idoso (ao assumir o cargo):
- Durvalino Donda (24 anos, 9 meses e 30 dias);
- Galdino Manoel Ribeiro (65 anos, 3 meses de 28 dias).

## Lista de Prefeitos
| Nº | Nome                         | Imagem | Partido | Início do mandato      | Fim do mandato         | Vice-prefeito                | Observações |
| -- | ---------------------------- | ------ | ------- | ---------------------- | ---------------------- | ---------------------------- | --- |
| 1  | Jorge Fray Junior            |        |         | 14 de abril de 1928    | 14 de janeiro de 1929  | João Baptista Pires          | Prefeito e Vice-Prefeito eleitos indiretamente pela Câmara de Vereadores                                          |
| 2  | Galdino Manoel Ribeiro       |        | PRP     | 15 de janeiro de 1929  | 31 de outubro de 1930  | Almansor Pellegrini          | Prefeito e Vice-Prefeito eleitos indiretamente pela Câmara de Vereadores                                          |
| 3  | Celso Coelho de Oliveira     |        |         | 1 de novembro de 1930  | 31 de dezembro de 1930 | —                            | Prefeito nomeado pelo interventor Plínio Barreto                                                                  |
| 4  | Álvaro César Soares          |        |         | 1 de janeiro de 1931   | 31 de março de 1931    | —                            | Prefeito nomeado pelo interventor João Alberto Lins de Barros                                                     |
| 5  | Og Pupo                      |        |         | 1 de abril de 1931     | 9 de julho de 1932     | —                            | Prefeito nomeado pelo interventor João Alberto Lins de Barros                                                     |
| 6  | Aracy César Soares           |        |         | 9 de julho de 1932     | 30 de setembro de 1932 | —                            | Prefeito nomeado pelo interventor João Alberto Lins de Barros                                                     |
| 7  | Og Pupo                      |        |         | 1 de outubro de 1932   | 24 de outubro de 1933  | —                            | Prefeito nomeado pelo interventor Pedro Manuel de Toledo                                                          |
| 8  | Aracy César Soares           |        | PC      | 26 de outubro de 1933  | 22 de maio de 1936     | —                            | Prefeito nomeado pelo interventor Valdomiro Castilho de Lima                                                      |
| —  | Aracy César Soares           |        |         | 23 de maio de 1936     | 28 de julho de 1938    | —                            | Prefeito eleito indiretamente pela Câmara de Vereadores                                                           |
| 9  | José Rodrigues de Miranda    |        |         | 28 de julho de 1938    | 24 de agosto de 1942   | —                            | Prefeito nomeado pelo interventor Fernando Costa                                                                  |
| 10 | Antônio Nora                 |        |         | 24 de agosto de 1942   | 27 de março de 1947    | —                            | Prefeito nomeado pelo interventor Fernando Costa                                                                  |
| 11 | Durvalino Donda              |        |         | 27 de março de 1947    | 8 de maio de 1947      | —                            | Prefeito nomeado pelo Governador Adhemar de Barros                                                                |
| 12 | Almansor Pellegrini          |        |         | 9 de maio de 1947      | 31 de dezembro de 1947 | —                            | Prefeito nomeado pelo Governador Adhemar de Barros                                                                |
| 13 | Custódio de Araújo RIbeiro   |        |         | 1 de janeiro de 1948   | 31 de dezembro de 1951 |                              | Prefeito e Vice-Prefeito eleitos em sufrágio universal                                                            |
| 14 | Antônio Nora                 |        |         | 1 de janeiro de 1952   | 31 de dezembro de 1955 | José Praxedes                | Prefeito e Vice-Prefeito eleitos em sufrágio universal                                                            |
| 15 | Custódio de Araújo RIbeiro   |        |         | 1 de janeiro de 1956   | 25 de maio de 1959     | José Bassan Filho            | Prefeito e Vice-Prefeito eleitos em sufrágio universal, cujo titular faleceu durante o mandato                    |
| 16 | José Bassan Filho            |        |         | 6 de julho de 1956     | 23 de julho de 1956    | —                            | Vice-Prefeito assumiu com o afastamento temporário do titular                                                     |
| 17 | João Ottonicar               |        |         | 26 de maio de 1959     | 31 de dezembro de 1959 | —                            | Presidente da Câmara assumiu com o falecimento do titular, tendo em vista a renúncia do Vice-Prefeito meses antes |
| 18 | João Ferreira                |        | PSP     | 1 de janeiro de 1960   | 31 de dezembro de 1963 |                              | Prefeito e Vice-Prefeito eleitos em sufrágio universal                                                            |
| 19 | Romeu Scaramucci             |        |         | 1 de janeiro de 1964   | 31 de janeiro de 1969  | Shiger Yamasaki              | Prefeito e Vice-Prefeito eleitos em sufrágio universal                                                            |
| 20 | Oswaldo Ferreira             |        | ARENA   | 1 de fevereiro de 1969 | 31 de janeiro de 1973  | Jorge Rezek Andery           | Prefeito e Vice-Prefeito eleitos em sufrágio universal                                                            |
| 21 | Celso Bonini                 |        | ARENA   | 1 de fevereiro de 1973 | 31 de janeiro de 1977  | Shiger Yamasaki              | Prefeito e Vice-Prefeito eleitos em sufrágio universal                                                            |
| 22 | Shiger Yamasaki              |        | ARENA   | 1 de fevereiro de 1977 | 31 de janeiro de 1983  | Romeu Scaramucci             | Prefeito e Vice-Prefeito eleitos em sufrágio universal                                                            |
| 23 | Aliato Sasso                 |        | PDT     | 1 de fevereiro de 1983 | 31 de dezembro de 1988 | Eduardo Dias de Castro       | Prefeito e Vice-Prefeito eleitos em sufrágio universal                                                            |
| 24 | Newton Rodrigues Freire      |        | PMDB    | 1 de janeiro de 1989   | 31 de dezembro de 1992 | Amador Fidêncio de Oliveira  | Prefeito e Vice-Prefeito eleitos em sufrágio universal                                                            |
| 25 | Ermano Piovesan              |        | PMDB    | 1 de janeiro de 1993   | 31 de dezembro de 1996 | José Silvino Zaniboni        | Prefeito e Vice-Prefeito eleitos em sufrágio universal                                                            |
| —  | Ari Carlos Beraldin          |        | PTB     | —                      | —                      | Sidrachi Pires de Almeida    | Prefeito e Vice-Prefeito eleitos em sufrágio universal, cujo titular faleceu antes de ser empossado               |
| 26 | Sidrachi Pires de Almeida    |        | PTB     | 1 de janeiro de 1997   | 31 de dezembro de 2000 | —                            | Vice-Prefeito eleito assumiu com o falecimento do titular, ocorrido antes de ser empossado                        |
| 27 | Ermano Piovesan              |        | PMDB    | 1 de janeiro de 2001   | 31 de dezembro de 2004 | Renato Inácio Gonçalves      | Prefeito e Vice-Prefeito eleitos em sufrágio universal                                                            |
| —  | Ermano Piovesan              |        | PSDB    | 1 de janeiro de 2005   | 31 de dezembro de 2008 | José Afrânio Scaramucci      | Prefeito reeleito e Vice-Prefeito eleito em sufrágio universal                                                    |
| 28 | Renato Inácio Gonçalves      |        | PDT     | 1 de janeiro de 2009   | 31 de dezembro de 2012 | Bruno Beraldin               | Prefeito e Vice-Prefeito eleitos em sufrágio universal                                                            |
| 29 | Newton Rodrigues Freire      |        | PMDB    | 1 de janeiro de 2013   | 31 de dezembro de 2016 | Antônio Carlos dos Santos    | Prefeito e Vice-Prefeito eleitos em sufrágio universal                                                            |
| 30 | Renato Inácio Gonçalves      |        | PSD     | 1 de janeiro de 2017   | 31 de dezembro de 2020 | Ana Maria Bortoletto Rivaben | Prefeito e Vice-Prefeita eleitos em sufrágio universal                                                            |
| —  | Renato Inácio Gonçalves      |        | PSDB    | 1 de janeiro de 2021   | 31 de dezembro de 2024 | Ana Maria Bortoletto Rivaben | Prefeito e Vice-Prefeita reeleitos em sufrágio universal                                                          |
| 31 | José Silvino Zaniboni Junior |        | PP      | 1 de janeiro de 2025   | em exercício           | Mateus Antonio de Souza      | Prefeito e Vice-Prefeito eleitos em sufrágio universal                                                            |